# Weltkongress der Universitäten
Der Weltkongress der Universitäten fand im Oktober 2010 erstmals an der Çanakkale Onsekiz Mart Üniversitesi statt.
Den Vorsitz des Kongresses führten der Rektor der Çanakkale Onsekiz Mart Üniversitesi, Ali Akdemir, und der Rektor der Trakya Üniversitesi (Edirne), Enver Duran. Ehrenvorsitzender war Pier Ugo Calzolari, der ehemalige Rektor der Universität Bologna, der Vize-Präsident der Internationalen Association der Universitäten ist.
Die Fragestellung des Kongresses lautete: Welche Ziele und Aufgaben haben die Universitäten im Kontext der globalen Konflikte?
Zu diesem Kongress kamen zehn Universitätsvertreter aus Australien sowie 250 Teilnehmer von Universitäten der Europäischen Union, insbesondere Deutschlands, der Vereinigten Staaten, der Länder des Balkans und der afrikanischen und asiatischen Kontinente. Insgesamt waren 50 Universitäten vertreten und tausend Teilnehmer aus Wissenschaft, Politik und Wirtschaft beteiligten sich an den Beratungen.
Es wurde festgestellt, dass es künftig nicht ausreiche, dass Universitäten Studenten ausbilden und Diplome vergeben, sondern dass die Anforderungen und Aufgaben der Universitäten im größeren Umfeld sich verbreitern und sich neu definieren sollen. Insbesondere wurde festgestellt, dass die Universitäten, neben Lehre und Forschung, auch praktische Beiträge zur Verhütung und Beilegung des weltweiten Terrorismus, von Erderwärmung, Naturkatastrophen, Krisen, globalem Hunger, Ungleichheit der Einkommen, unzureichenden Gesundheits- und Bildungseinrichtungen und regionalen Konflikte und Katastrophen in Bezug auf globale Migration liefern sollen.
Für eine Intensivierung der universitären Zusammenarbeit wurden folgende Themen diskutiert:
- Neue Definitionen zu Universitätskonzeptionen im Hinblick auf neue Entwicklungen
- Verständnis des globalen Klimawandels und Abwehr desselben
- Verhinderung des globalen Terrorismus
- Globale Armutsbekämpfung
- Die Lösung der Probleme der globalen Migration
- Bekämpfung von Einkommensproblemen und -ungleichheiten
- Beseitigung von Ungerechtigkeit im Gesundheitswesen
- Abbau der Chancenunterschiede in der Bildung
- Lösungen zur Bekämpfung der Umweltverschmutzung
- Regionale Konfliktprävention und Konfliktverhinderung
- Beiträge zum Weltfrieden
- Schutz der Kulturgüter
- Problemlösungen in Bezug auf das rasante Bevölkerungswachstum
- Stärkung und Entwicklung der Zivilisation